# Municipio de Eleven Point
El municipio de Eleven Point (en inglés: Eleven Point Township) es un municipio ubicado en el condado de Randolph, en el estado de Arkansas, en Estados Unidos. En el año 2010, tenía una población de 277 habitantes, y una densidad poblacional de 5,8 hab./km² (habitantes por kilómetro cuadrado).

## Geografía
El municipio de Eleven Point se encuentra ubicado en las coordenadas 36°21′22″N 91°4′12″O / 36.35611, -91.07000. Según la Oficina del Censo de los Estados Unidos, el municipio tiene una superficie total de 47.78 km² (kilómetros cuadrados), de la cual 47,71 km² corresponden a tierra firme y (0,14 %) 0,07 km² es agua.

## Demografía
Según el censo de 2010, había 277 personas residiendo en el municipio de Eleven Point en ese año, y la densidad de población era de 5,8 hab./km² (habitantes por kilómetro cuadrado). De los 277 habitantes, el municipio estaba compuesto por el 98,56 % de blancos y el 1,44 % de una mezcla de razas. Del total de la población, el 0,36 % eran hispanos o latinos de cualquier raza.